# Raymond Chan
Pour les articles homonymes, voir Chan.
Raymond Chan (陳卓愉, pinyin : Chén Zhuōyú en Chinois), C.P. (né le 25 octobre 1951 à Hong Kong) est un homme politique canadien. 

## Biographie
Il fut député à la Chambre des communes du Canada, représentant la circonscription britanno-colombienne de Richmond sous la bannière du Parti libéral du Canada de 1993 à 2000 et de 2004 à 2008. Chan fut le premier Sino-Canadien à obtenir un poste au Cabinet fédéral, et seulement le deuxième à être élu aux communes, le premier étant Douglas Jung, élu en 1957.
Il perdit les élections de 2000 face au candidat allianciste Joe Peschisolido. Ce dernier changea de camps en 2002, passant du côté du Parti libéral et décida de ne pas se représenté en 2004 laissant le champ libre à Raymond Chan.